# 澎湖輪 (2023年)
澎湖輪是臺灣一艘客貨運輸船舶，主要來往臺灣本島高雄港與澎湖本島馬公港，由台灣航業股份有限公司營運。這艘船是日本内海造船株式會社所承造，2022年8月開工、2023年4月4日舉辦命名暨下水儀式，於2023年9月5日首航。後9月5日受海葵颱風影響而停航，澎湖輪調整首航日期為9月6日，航班也隨之改成自高雄發船前往馬公的航次。

## 背景
澎湖地區與臺灣本島交通往來，不論貨運或載客長期以來均倚賴海上運輸。1945年之後，中華民國政府便委辦省營的臺灣航業公司營運的「臺帆一號」行駛澎湖馬公港以及高雄港之間，另有其他公私合營的千歲輪、開澎輪往來馬公港與臺南安平港。1959年12月，800 噸的客貨船澎湖輪下海，接替往來馬公港、高雄港的載運任務，直到1971年間，2,000 噸級的臺澎輪在該年11月24日開航，延續高雄、馬公的航線（俗稱「高馬線」）。:52-55
臺澎輪最初設計僅能載620名乘客（1973年進行改裝，載客量上修至660名），因應1980年代臺灣各地旅遊風氣漸起，每逢假日、過年時分，臺澎輪已略嫌擁擠，1985年澎湖縣政府遂向臺灣省政府提報購置新船的計畫，新的輪船同為客貨兩用船，即 8,134 噸級的臺華輪，載客量可達 1,150 人，首航日期為1989年9月23日，由高雄港發船。:54-55
時移境遷，臺華輪已顯老舊，屢有起火冒煙情事發生，自2000年代，便有汰換臺華輪的規畫，並於2010年代展開新交通船的籌備作業。

## 籌備過程
綜觀臺、澎航線的交通船營運，自1959年的澎湖輪、1971年臺澎輪、1989年的臺華輪皆由中央單位負責建造以及經營。2000年代，交通部開始著手臺、澎交通船汰換的相關規劃。2012年，行政院指示將計畫移交由澎湖縣政府接續辦理和營運。2014年，行政院補助澎湖縣政府新臺幣18億元辦理「臺華輪汰舊換新計畫」。
澎湖海上交通的載客量在1970年代達到最高峰，根據高雄港務局馬公辦事處資料，1972年至1982年之間，每年進、出馬公港皆有12萬人次以上，此後漸趨下降:52-53，更面臨航空業的客源瓜分，而籌辦新造臺華輪計畫已是2010年代，澎湖縣政府旅遊處在2015年9月8日曾舉辦「臺華輪汰舊換新地方說明會會議」，會議中曾說明臺華輪雖可乘載 1,150 名旅客，但整年度平均載客率約兩成左右，淡旺季載客數皆不足，虧損狀況嚴重；時任第十七屆澎湖縣長陳光復鑒於新造臺華輪須由縣府營運，盈虧自負，決定變更設計，歷經四次規劃案發包，將原為可載卸巨型機械的單胴體船型，改成高速船標案，但陳光復在2018年中華民國地方公職人員選舉失利，未獲連任，高速船標案在2019年元月廢標。
2019年元月間，繼任的第十八屆澎湖縣長賴峰偉決議將新臺華輪重採單胴體設計，並在同年8月26日逢時任中華民國總統蔡英文來縣府舉辦座談會時，會中同意將「臺華輪汰舊換新案」的建造和營運，恢復由中央辦理。
2020年由交通部航港局船舶組承接新船督造，澎湖區域立委楊曜建議將新船改名「臺澎輪」，採「國艦國造」的方式打造新的輪船，業務隨之易名「新臺澎輪營運及國造案」，初估預算經費新臺幣23億元。新的輪船規格則與澎湖縣政府代表多次協商，取得新造輪船必須顧及運送車輛、民生物資為主要目的之共識，因前案高速船多採輕構化，冬季若遇東北季風期受限海象必須停航，無法一年四季皆提供服務，故將規格新船總噸位設定於 8,300 噸以上，可載運80輛小客車、4輛大型遊覽車及10個貨櫃的裝載量能，並提供駛上駛下便道（RO/RO船，roll on/roll off ship），滿足船速需在22節以上、載重 1,250 噸、載客數 600 人以上等條件。

## 起建竣工
2021年4月6日獲行政院核可，交通部航港局在4月21日公告「高雄馬公航線長期航班勞務採購案」招標，預算或預估採購金額為新臺幣27億8800萬元，五月份公告由台灣航業股份有限公司得標，該標案調整原本「國艦國造」的方針，改委託日本的内海造船株式會社承造，於2022年8月23日開工、11月10日安放龍骨。
2023年4月4日，新交通船在日本廣島縣尾道市瀨戶田工場舉辦命名暨下水儀式，正式定名為「澎湖輪」，典禮結束後展開內部裝潢與系統測試，預計8月底駛回高雄港、9月正式載客營運，以期提供台灣本島至澎湖港口間二十年內每年300航次的客貨運送服務。

## 輪船規格
根據日本内海造船株式會社網站所提供的澎湖輪規格資料，茲列表如下：
| 全長     | 120 公尺                          |
| 全寬     | 21 公尺                           |
| 高度     | 8 公尺                            |
| 吃水     | 5.5 公尺                          |
| 總噸數   | 約 9,980 公噸                     |
| 載客量   | 645 名                            |
| 主機     | 大發 8DKM-36e型 柴油主機 雙機雙軸 |
| 航海船速 | 約19.5節（試航運轉期間數據）      |

## 圖輯

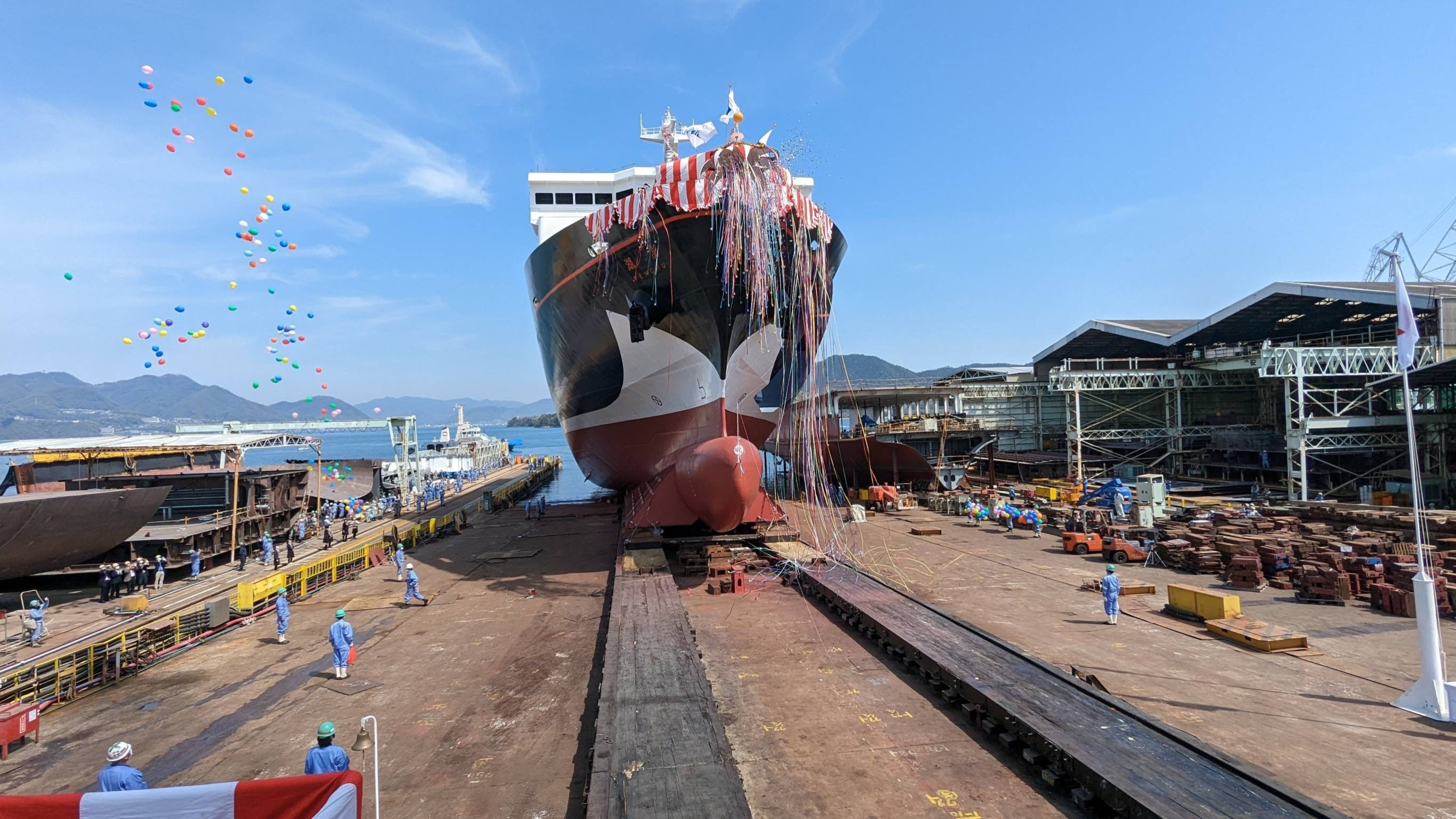
日本尾道市舉辦的下水典禮
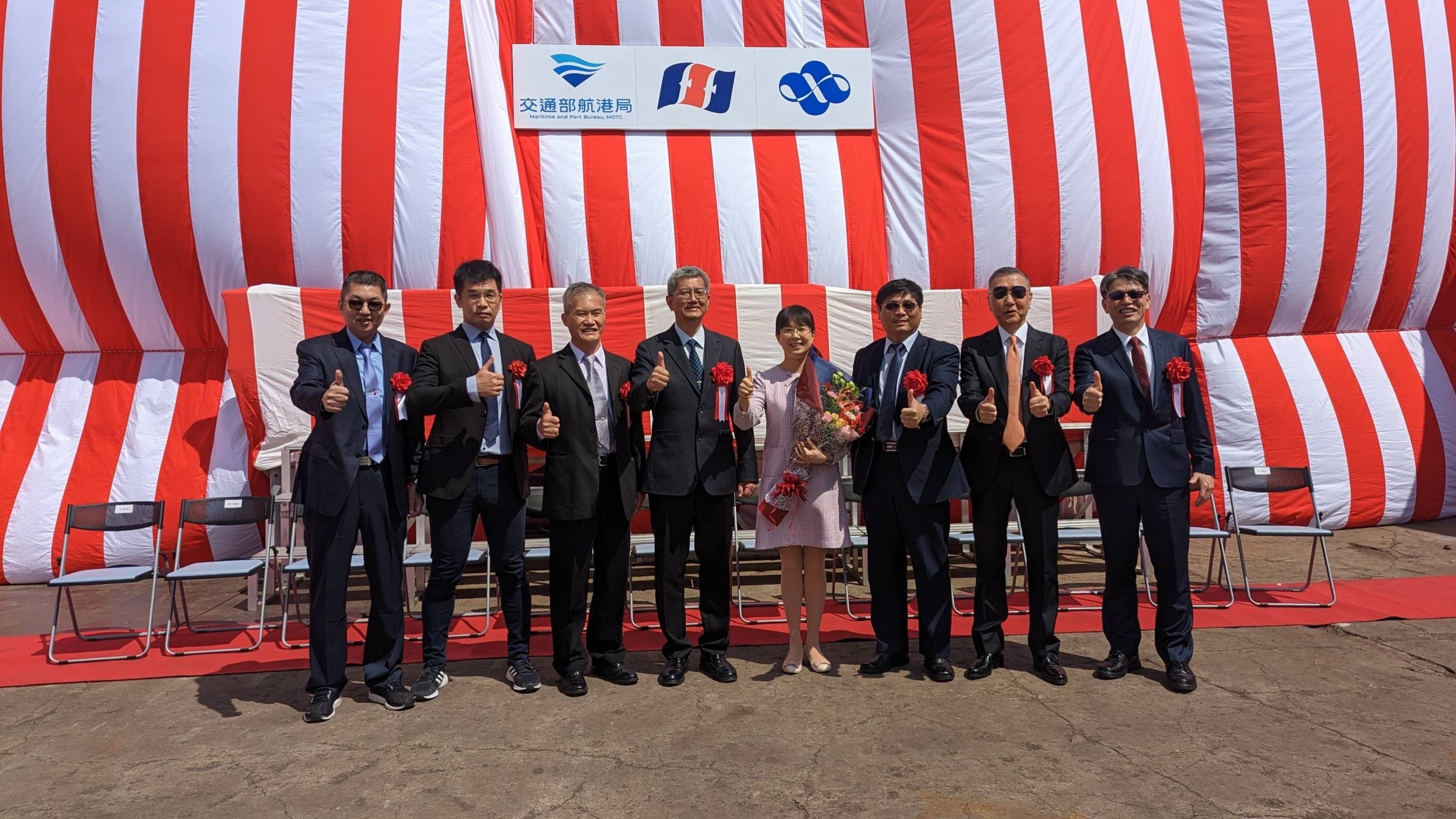
日本內海造船公司與台灣政府代表合照
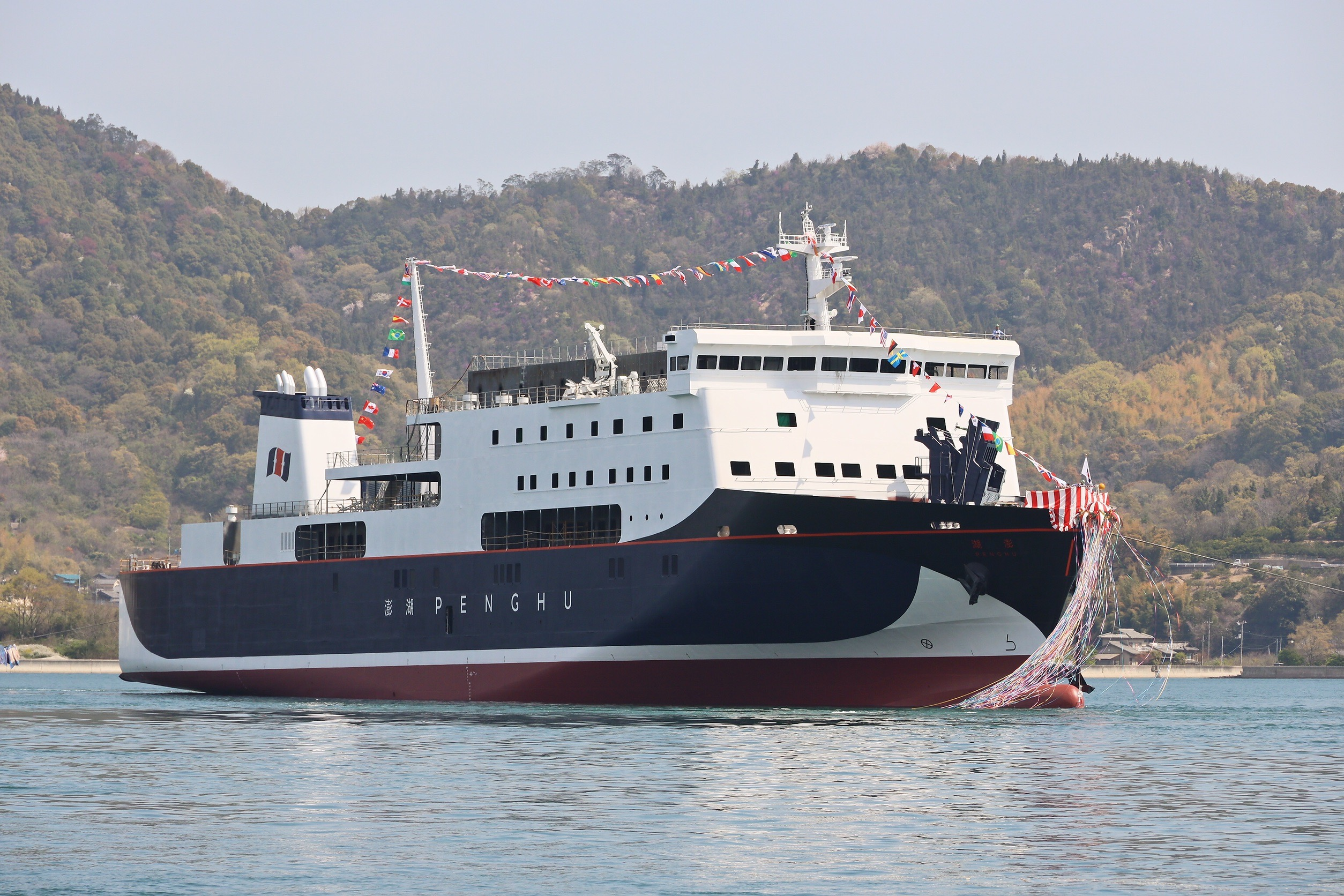
澎湖輪於瀨戶內海下水側面照
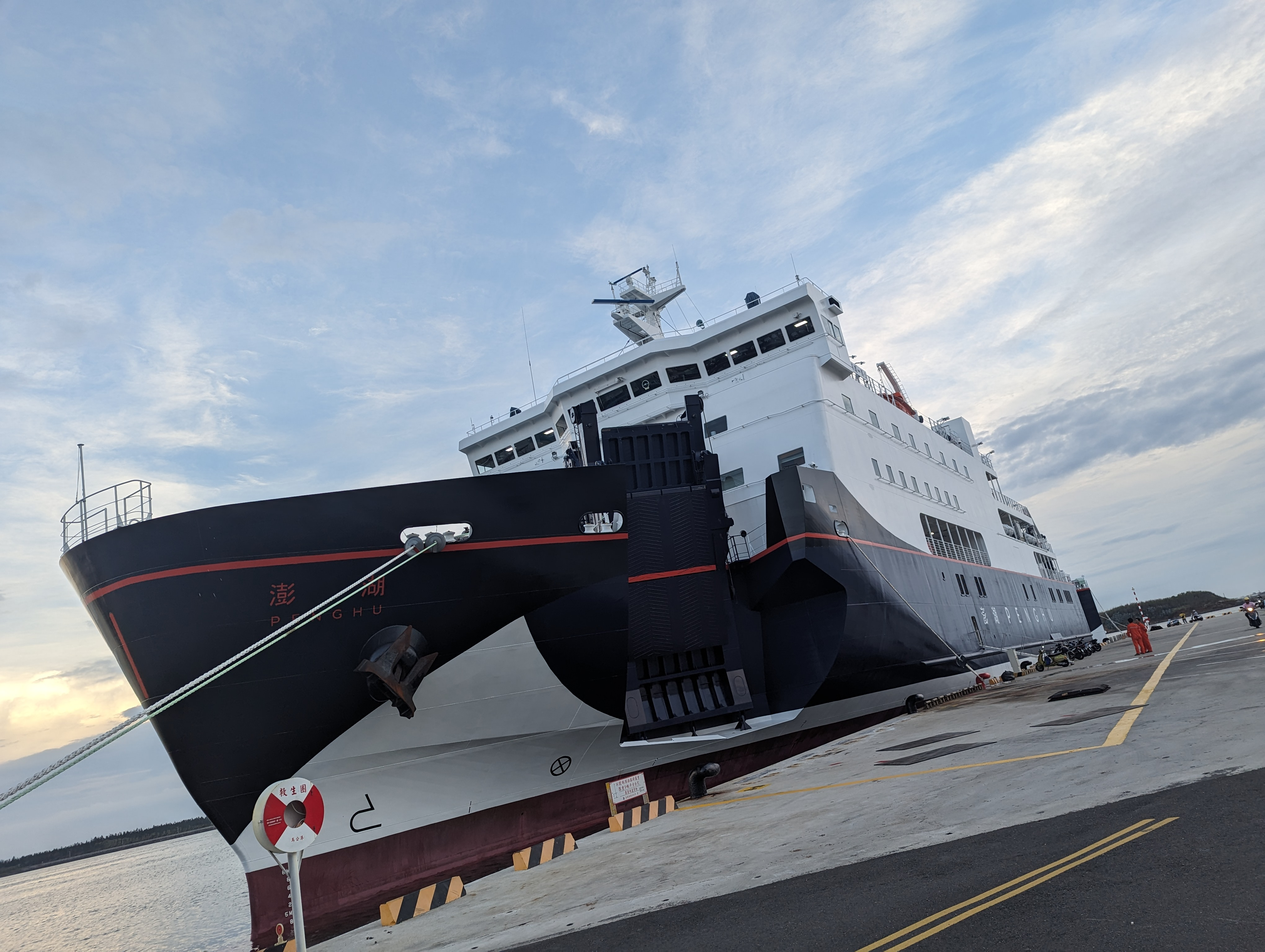
停泊馬公商港的澎湖輪
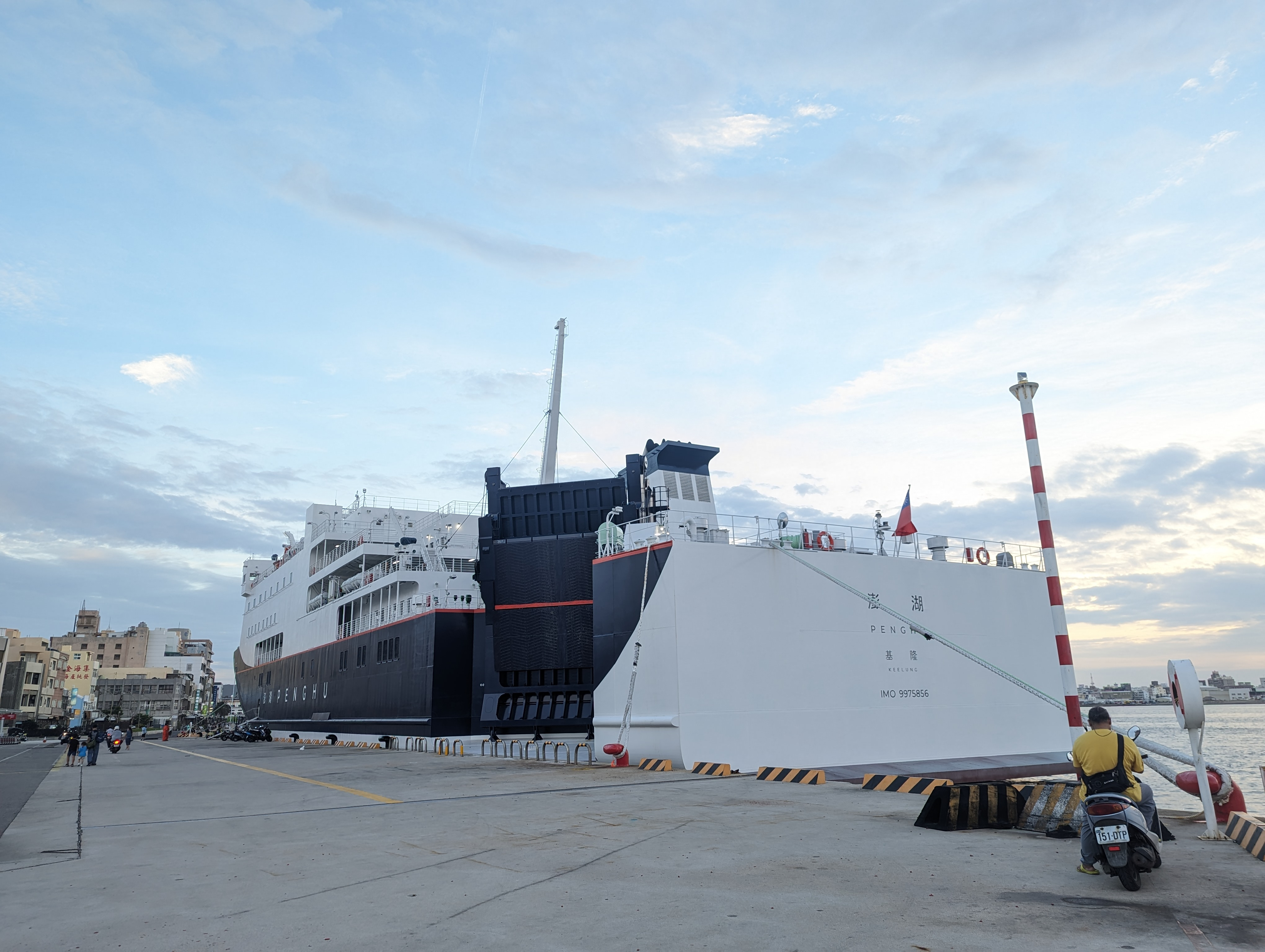
澎湖輪船尾

## 爭議風波
船體設計風波
原本在2018年12月新任縣長賴峰偉裁示新臺華輪船體回歸最原本簡單的單胴體的客貨雙用途船型設計，但是經過議會的議員審議質疑以及各方意見爭歧「安全，快速，舒適，便捷」各縣議員糾結前述的新船標的到底該以何項為主而和縣府爭執不下陷入多年的膠著。
原本由交通部於2006－2010年間2度規劃，經濟營運航速20節、總噸位數6,000噸，但不符地方各界期待，遂改由地方政府接手，卻歷經2任縣長王乾發9年、陳光復4年，糾結在快速與安全需求外，還有營運可行性，遲遲未能實質新建，導致多年下來仍是「紙上談兵論兵」不見實際建造的階段。
而新任縣長賴峰偉上任後決定以王前縣長當初所規劃的規格略作更改並且宣稱新船可以更舒適更具便捷快速性，由馬公往返高雄只需要3小時即可；原本於2014年議會核定18億經費因為新船的建造費用粗估可能到23億左右而拜會總統府秘書長陳菊，請其幫忙協助爭取經費。
而由於新船的設計及經費上的評估暴漲讓議會議員對此十分不能理解且各個議員的想法每個都不同，因此議會曾要求縣府應該另外「專案報告」，但是顯然的議會對於縣長及縣府團隊仍有諸多疑問及質疑，議會主席副議長-陳雙全先生當場裁示『縣府應該要和中央盡全力協調由中央負責接手建造規劃營運，若是中央不同意則於5月份再進行審議』
全案至2019年8月26日蔡英文總統蒞臨澎湖縣政府，初步表示同意臺華輪由中央收回建造營運。2020年5月起提交計畫書送行政院審議，仿效連江縣政府新臺馬輪案例，採用DBO（Desing-Build-Operate）模式，由營運廠商建造自有船舶後，在契約主要求服務水準下進行營運，2020年11月中辦理第一次公開閱覽及廠商說明會。
新台澎輪建造和營運採購案經5月7日評選，由台灣航業獲評為優勝廠商，並於2021年5月25日議價27億6,300萬元決標，將在日本內海造船廠興建9,300到9,500總噸的駛上駛下客貨輪。

## 外部連結
- 澎湖輪－台灣航業網站 （页面存档备份，存于）